# Podstawowe zabiegi resuscytacyjne

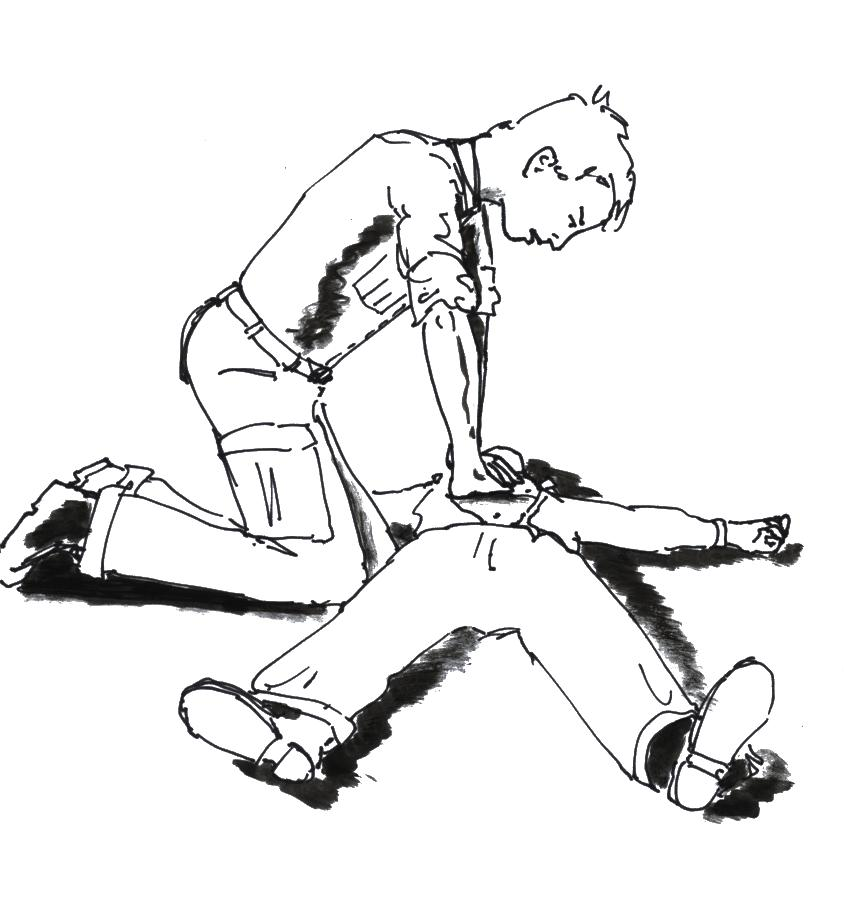
Uciskanie klatki piersiowej

Podstawowe zabiegi resuscytacyjne, BLS (ang. Basic Life Support) – zespół czynności obejmujący bezprzyrządowe utrzymywanie drożności dróg oddechowych oraz podtrzymywanie oddychania i krążenia. 

W zakres podstawowych zabiegów resuscytacyjnych wchodzą również: rozpoznanie nagłego zatrzymania krążenia, pozycja bezpieczna i postępowanie w zadławieniu.
Natychmiastowe rozpoczęcie resuscytacji przez świadków zdarzenia zwiększa szansę przeżycia  trzykrotnie, dlatego algorytm BLS został stworzony dla osób, które nie posiadają wykształcenia medycznego, ale są świadkami zdarzenia i w sposób znaczący mogą wpłynąć na zminimalizowanie ryzyka zgonu osoby poszkodowanej. Istotą BLS jest resuscytacja krążeniowo-oddechowa.
Podstawowe zabiegi resuscytacyjne mają kluczowe znaczenie w ratowaniu życia osobom poszkodowanym z NZK. Warto rozpoczynać BLS bez obaw przed brakiem doświadczenia, ponieważ udowodniono, że kilka tych prostych czynności znacznie zmniejsza prawdopodobieństwo zgonu.

## Algorytm postępowania

Algorytm BLS

1. Sprawdź czy miejsce podjęcia resuscytacji jest bezpieczne
2. Sprawdź, czy poszkodowany reaguje
3. Głośno wołaj o pomoc
4. Udrożnij drogi oddechowe i sprawdź oddech - lekko odchyl głowę do tyłu i unieś żuchwę
5. Sprawdź, czy oddycha prawidłowo
6. Zadzwoń pod numer 999 lub 112
7. Wykonaj 30 uciśnięć klatki piersiowej
8. Wykonaj 2 oddechy
9. Kontynuuj resuscytację aż do przyjazdu pogotowia lub do momentu kiedy poszkodowany odzyska przytomność